# Thomas Rudolph (Rennrodler)
Thomas Rudolph (* 15. Juni 1970 in Erfurt) ist ein ehemaliger deutscher Rennrodler.
Zusammen mit seinem Partner Yves Mankel gewann er die Silbermedaille im Herren-Doppel bei den Olympischen Winterspielen 1992 in Albertville. Außerdem gewannen die beiden die Silbermedaille bei den Weltmeisterschaften 1991 in Winterberg.
Gemeinsam wurden die beiden Sportler des BSC Winterberg 1994 und 1996 Deutscher Meister, dazu errangen sie 1995 den Dritten Platz. Außerdem wurden sie beim Rennrodel-Weltcup 1992 und 1996 jeweils Gesamtzweiter.

## Erfolge

### Weltcupsiege
Doppelsitzer
| Nr. | Datum         | Ort            | Bahn                  |
| --- | ------------- | -------------- | --------------------- |
| 1.  | 17. Jan. 1993 | La Plagne      | Piste de La Plagne    |
| 2.  | 3. Dez. 1995  | Innsbruck-Igls | Olympia Eiskanal Igls |